# Самодвойственная функция
Самодвойственная функция —  булева функция, двойственная сама к себе. Более развёрнуто, булева функция {\displaystyle f(x_{1},\ldots ,x_{n})} называется самодвойственной, если для любых значений {\displaystyle x_{1},\ldots ,x_{n}} верно
{\displaystyle {\overline {f({\overline {x}}_{1},\ldots ,{\overline {x}}_{n})}}=f(x_{1},\ldots ,x_{n})}
Другими словами самодвойственная функция на противоположных друг другу наборах значений аргументов принимает противоположные значения. Примеры самодвойственных функций: {\displaystyle x}, {\displaystyle {\overline {x}}}, {\displaystyle x\oplus y\oplus z}, функция голосования, отрицание функции голосования. Самодвойственных функций с двумя существенными переменными нет.
Каждую самодвойственную функцию {\displaystyle f(x_{1},\ldots ,x_{n})} арности {\displaystyle n}  можно представить в виде
{\displaystyle f(x_{1},\ldots ,x_{n})=x_{1}\land g(x_{2},\ldots ,x_{n})\lor {\overline {x_{1}}}\land g^{*}(x_{2},\ldots ,x_{n})},
для некоторой {\displaystyle g} арности {\displaystyle n-1}, причём {\displaystyle g} определяется однозначно как {\displaystyle f(1,x_{2},\ldots ,x_{n})} (а {\displaystyle g^{*}} соответственно равно {\displaystyle f(0,x_{2},\ldots ,x_{n})}). Обратно, для любой функции {\displaystyle g} арности {\displaystyle n-1} функция {\displaystyle f}, определяемая указанным выше соотношением, самодвойственна. Самодвойственных функций арности {\displaystyle 0} нет. Таким образом, между любыми булевыми функциями арности {\displaystyle n-1} и самодвойственными функциями арности {\displaystyle n} есть взаимо-однозначное соответствие. Поэтому, количество самодвойственных функций арности {\displaystyle n>0} равно количеству всех булевых функций арности {\displaystyle n-1}, которое в свою очередь равно {\displaystyle 2^{2^{n-1}}}.
Аналогичное представление получится, если выносить не переменную {\displaystyle x_{1}}, а любую другую.

## Класс самодвойственных функций

Решётка клонов самодвойственных функций

Класс всех самодвойственных функций является замкнутым классом, предполным в {\displaystyle P_{2}}. Класс самодвойственных функций обозначается символом {\displaystyle S} или {\displaystyle D_{3}} (обозначение Поста). Базисами класса самодвойственных функций являются, например:
- {\displaystyle x{\overline {y}}\lor x{\overline {z}}\lor {\overline {y}}{\overline {z}}=x(y\,|\,z)\lor {\overline {x}}(y\downarrow z)};
- {\displaystyle {\overline {x}},{xy\lor xz\lor yz}} — отрицание и функция голосования;
- {\displaystyle {\overline {xy\lor xz\lor yz}}=x(y\downarrow z)\lor {\overline {x}}(y\,|\,z)} — отрицание функции голосования.[5]

Порядок класса самодвойственных функций равен {\displaystyle 3}.
Самодвойственные функции, сохраняющие {\displaystyle 0}, будут сохранять и {\displaystyle 1}; обратное тоже верно. Таким образом, {\displaystyle S\cap T_{0}=S\cap T_{1}=S\cap T} (где {\displaystyle T=T_{0}\cap T_{1}}). Монотонная самодвойственная функция всегда сохраняет константы, при этом есть немонотонные сохраняющие константы самодвойственные функции ({\displaystyle S\cap M\subset S\cap T}).
Даже если не требовать в определении замкнутого класса, чтобы он обязательно содержал функцию {\displaystyle x}, любой замкнутый класс самодвойственных функций всё равно будет её содержать. Любой замкнутый класс самодвойственных функций можно расширить до предполного в {\displaystyle S}. Предполными в {\displaystyle S} являются следующие два класса: {\displaystyle S\cap L} (класс самодвойственных линейных функций) и {\displaystyle S\cap T} (класс самодвойственных функций, сохраняющих константы). Верен аналог малой теоремы Поста: система самодвойственных функций полна в {\displaystyle S} тогда и только тогда, когда она содержит нелинейную и не сохраняющую константы функцию.

## Лемма о несамодвойственной функции
Лемма о несамодвойственной функции:
Из несамодвойственной функции и отрицание при помощи суперпозиции можно получить константу.
Данная лемма используется в одном из доказательств малой теоремы Поста.
Есть также более общее свойство, используемое в доказательствах различных свойств классов в {\displaystyle P_{2}}:
Из несамодвойственной функции можно получить несамодвойственную функцию от двух переменных {\displaystyle f} такую, что {\displaystyle f(1,0)=f(0,1)}.

## Обобщения
Функция k-значной логики {\displaystyle f\colon E_{k}^{n}\to E_{k}} называется самодвойственной относительно перестановки {\displaystyle \sigma \in S_{k}}, если для любых значений {\displaystyle x_{1},\ldots ,x_{n}\in E_{k}} выполнено
{\displaystyle f(\sigma (x_{1}),\ldots ,\sigma (x_{n}))=f(x_{1},\ldots ,x_{n})}.
Обычная самодвойственность булевых функций соответствует самодвойственности относительности перестановки {\displaystyle {\overline {x}}}. Класс всех самодвойственных относительно перестановки {\displaystyle \sigma } функций является предполным в {\displaystyle P_{k}} тогда и только тогда, когда перестановка {\displaystyle \sigma } разлагается в произведение независимых циклов одной и той же простой длины.